# Mistelbach (Basse-Autriche)
Pour les articles homonymes, voir Mistelbach.
Mistelbach (parfois nommée Mistelbach an der Zaya) est une ville autrichienne d’un peu plus de 11 000 habitants située dans le district de Mistelbach, dans le Weinviertel, en Basse-Autriche.

## Géographie
Mistelbach se trouve dans le nord-est du Weinviertel, à environ 30 km des frontières tchèque et slovaque, non loin de la Brünner Straße B7, qui relie Vienne au poste-frontière de Drasenhofen. Mistelbach est au centre du triangle urbain Brno–Vienne–Bratislava.
Outre la construction de l’Autoroute autrichienne A5, le contournement routier de Mistelbach est destiné à décharger le centre-ville de l'important trafic de transit.
Il y a un petit bois, le Stadtwald, au Nord de la ville. La petite colline à l'est s'appelle le Trausnitzerberg. Le quartier nord est appelé Steinhübel (« promontoire rocheux » en moyen haut allemand). Le cimetière de l'armée soviétique, d'environ 600 m2, est au Nord-ouest de la ville. Les quartiers ouest sont ceux de Am Auweg et de Bachlüsse. Le parc naturel Zayawiesen s'étend au Sud-ouest, et forme un îlot de verdure entre la rue d’Ernstbrunn et la rue Mitscha.

### Le ruisseau de Mistelbach
Le Mistelbach, un petit ruisseau qui prend sa source dans la Mistelquelle à Frättingsdorf, irrigue les villages de Hörersdorf, Siebenhirten et Mistelbach, où il se déverse dans la Zaya. À Mistelbach, il s'écoule parallèlement et un peu à l'est de la Waldstraße, puis il est busé du Fösterweg jusqu'à la confluence, à l'exception d'un fossé au sud du carrefour entre la Zayagasse et la Michael-Hofer-Zeile. Au nord du centre-ville, la ruelle de Mistelsteig rappelle l'emplacement du lit d'origine. La confluence est juste au sud de l’Industrieparkstraße, 400 m à l'est du point où elle croise la Mitschastraße,.

## Histoire

### Préhistoire
Du fait de sa position favorable : la présence de rivières et un sol fertile, la région de Mistelbach a été habitée par l'Homme dès le néolithique. Plusieurs vestiges s'étalant entre le IVe et le IIIe siècle av. J.-Chr. ont été découverts en surface. La population s'est accrue au cours de l'Âge du bronze. Au début de l'ère chrétienne, des tribus germaniques se sont installées dans le pays : la place du gibet de Mistelbach était, au Ier siècle apr. J.-Chr., un cimetière de tombes à incinération.

### Moyen Âge

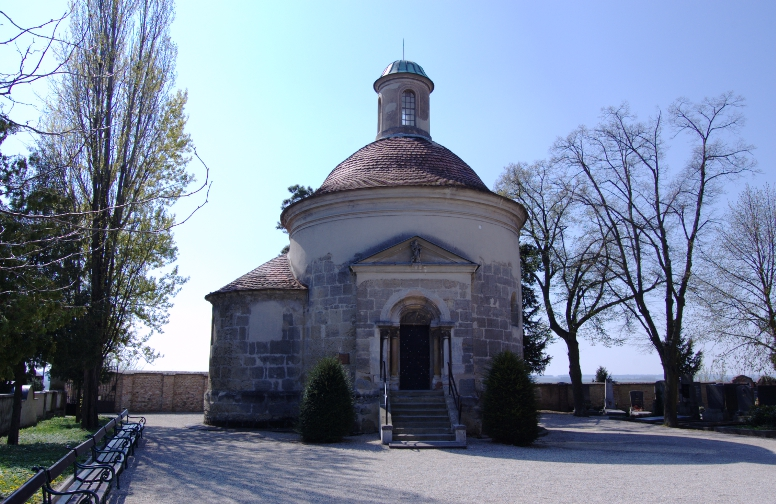
La chapelle romane du cimetière, réaménagée dans le style baroque.

Défaits par Charlemagne au terme de campagnes s'étalant entre 791 et 803, les Avars se réfugièrent dans le Weinviertel. À Mistelbach ils ont édifié un poste de garde, dont le cimetière (60 sépultures) a été retrouvé sur le terrain de l'actuel hôpital.
La domination des Babenberg (dynastie d'ethnie Bavarii) sur le pays favorisa les défrichements, l'assolement triennal et la multiplication de villages. Parmi les seigneurs que les princes de Babenberg établirent à cet endroit, il y avait le chevalier von Mistel, fondateur de la lignée des Mistelbach. Vers 1050, l'existence d'une motte castrale sur le Schlossberg est signalée : il devient un château fort au XIIIe siècle. Peu à peu Mistelbach, par son pont, devint un important carrefour commercial doté d'un octroi.
Les seigneurs de Mistelbach étaient des vassaux en vue des Babenberg. Le plus célèbre d'entre eux, « Heinrich le chien », qui doit son surnom à sa fidélité pour son suzerain, fut le principal ministériel des comtes d’Autriche. Sa fille Ofemia (pour Euphemia) a épousé Hadamar II de Kuenring et lui apporta par sa dot le fief de Mistelbach en toute propriété.
La fondation de la paroisse de Mistelbach remonte au règne de l'empereur Henri III, qui fit consacrer l'église au patriarche franc Martin de Tours. On ne sait pas avec certitude où se trouvait la première église : les sources mentionnent des messes célébrées dans la chapelle du château. Cette chapelle fut érigée au XIIe siècle, et elle est aujourd'hui le plus vieil édifice de Mistelbach.
À la mort du dernier prince de Babenberg Frédéric le Querelleur, ce fief fut annexé par le roi  Ottokar II de Bohême ; mais le roi Rodolphe Ier de Habsbourg le réclamait : il défit Ottokar à la bataille de Marchfeld le 26 août 1278. Ces combats se déroulèrent en partie à Mistelbach (à l'emplacement de l'actuelle rue du Liechtenstein), où il y eut plusieurs morts. Rodolphe Ier occupait alors le château des seigneurs de Mistelbach.
Marchand II de Mistelbach († 1323) envisageait une reconstruction en grand de la place du marché de Mistelbach, puis ses fils firent agrandir l’hôpital face au marché. C'est ainsi qu'en 1372 Mistelbach obtint le droit de marché et le privilège d'organiser quatre foires annuellement : cette tradition s'est perpétuée jusqu'à aujourd'hui. Ce privilège accordait de plus aux habitants le droit de cité, c'est-à-dire le statut de « bourgeois » et la ville fut fortifiée d'une enceinte dotée de quatre grandes portes. Toutefois la fin du XIVe siècle fut marquée pour Mistelbach par une série de catastrophes : pourriture des récoltes, pluie de sauterelles, inondations, secousses sismiques et enfin les dernières manifestations de l'épidémie de peste noire, qui réduisit la population de 40 %.
En 1383, Jean Ier de Liechtenstein, seigneur de Nikolsburg et de Feldsberg († 1397), hérita de la maison de Mistelbach avec toutes ses terres . Au cours des Croisades contre les hussites en 1426, Mistelbach a été pillée, puis en 1443 en nouveau tremblement de terre détruisit le château fort de Mistelbach : le roi Georges de Bohême, quelques années plus tard, fit déblayer les ruines et niveler le terrain.

### Époque moderne
Les Ottomans dévastèrent la région au cours de la première campagne d'Autriche, en 1532. Comme la plupart des villes de Basse-Autriche, Mistelbach avait été gagnée aux idées de la Réforme, et elle demeura majoritairement protestante jusqu'en 1570. Sous le règne de l’empereur Matthias et de son évêque Melchior Khlesl, qui propagèrent la Contre-Réforme en 1603, une politique répressive des plus dures contraignit les bourgeois à se convertir au catholicisme. Le doyen de Mistelbach, un prêtre du nom de Faschang, fut excommunié parce qu'il avait quatre enfants. Sous le règne de l’empereur Ferdinand II, les derniers fidèles du protestantisme furent condamnés à l'exil. Mistelbach, redevenue catholique, vit son droit de foire reconduit par l'empereur.

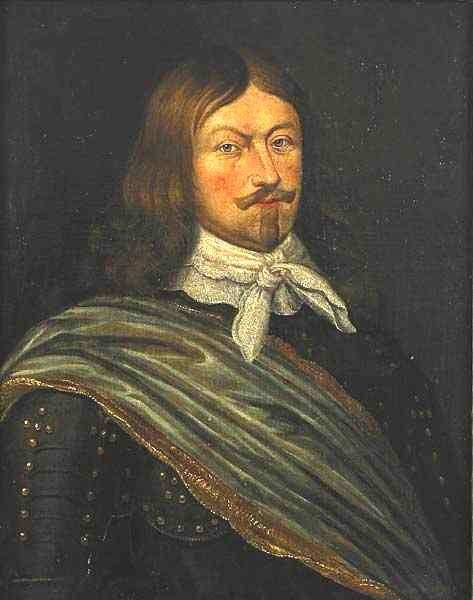
Le général Lennart Torstensson (1603-1651, portrait de David Beck) fit piller puis incendier Mistelbach en 1645.

Comme tout le nord de l'Autriche, Mistelbach souffrit particulièrement des dévastations de la guerre de Trente Ans. Lors de la bataille de Jankau en Bohême, le 6 mars 1645, l’armée suédoise du maréchal Lennart Torstensson infligea une cinglante défaite à l’armée impériale des Habsbourg, sous les ordres du maréchal comte Melchior de Hatzfeldt, ouvrant ainsi aux Suédois la route de Vienne. Torstensson fit irruption dans le Weinviertel, faisant de la région entre Vienne et la Bohême un pays de désolation. L’armée suédoise prit ses quartiers dans la prairie de la Zaya aux alentours de Mistelbach, et Torstensson établit lui-même son quartier-général dans l'hôtel de ville de Mistelbach. Au cours des années suivantes, la ville fut pillée et incendiée à plusieurs reprises, laissant plus de la moitié des maisons détruites. Les Suédois venaient à peine de se replier que les vivres furent confisquées sur ordre du Maréchal des logis impérial.
En 1665, une vive querelle opposa le marché de Mistelbach au fief Wilfersdorf des princes de Liechtenstein, qui imposait à la population la dîme et la corvée : c'est ainsi que les princes de Liechtenstein avaient accaparé un bois communal de 1 000 arpents détenu jusque-là par les bourgeois de Mistelbach, ce que contestait le juge Paul Oberhoffer. Les bourgeois de Mistelbach portèrent l'affaire devant l'empereur Léopold Ier, qui les qualifia en retour de « rebelles ». Ce n'est qu'après la découverte d'un acte ancien attestant de la propriété du bois, que le prince Hartmann von Liechtenstein (1613–1686) dut restituer ce bien à la ville. En 1910 une statue fut édifiée en hommage à la ténacité du juge Oberhoffer.
Le grand incendie de 1678 détruisit l'église et environ 70 maisons. L'épidémie de peste consécutive à une invasion de rats, l'année suivante, fit 300 victimes. La guilde des vignerons s'est formée en 1691 : elle organise depuis chaque année un défilé traditionnel en ville.
Au cours de la Révolution autrichienne de 1848, Mistelbach forma une petite garde nationale (Mistelbacher Companie) forte de 200 volontaires sur le modèle viennois. Cette milice participa à la répression des étudiants et des ouvriers viennois, s'emparant à cette occasion d'un drapeau rouge qu'on peut encore voir comme trophée dans l'église paroissiale. Cette brigade de volontaire fut dissoute après la capitulation de la commune de Vienne au mois d’octobre 1848. Au cours de la guerre austro-prussienne de 1866, environ 10 000 soldats prussiens traversèrent Mistelbach, amenant avec eux le choléra, ce dont témoigne le cimetière des cholériques de Paasdorf. La même année, Otto von Bismarck se rendit à Mistelbach pour y haranguer ses officiers. Le chemin de fer relia la ville dès 1867. Cette année-là, l’association de gymnastique voyait le jour, et l'année suivante la caisse d'épargne était inaugurée. L'inauguration de la première ligne ferroviaire régulière, en 1869, assura à la ville un regain de prospérité. Le 5 juin 1874, l’empereur François-Joseph Ier reconnaissait à Mistelbach le statut de ville. L'hôtel de ville style néoclassique d'Eugen Sehnal date de 1908.

### LeXXesiècle
Quoiqu’éloignée des théâtres d'opération de la Première Guerre mondiale, Mistelbach a été affectée par le rationnement, le marché noir et la disette. Dans l'entre-deux guerres, le chômage et la malnutrition étaient évidents, et en 1920 la municipalité mit en place une monnaie de nécessité. D'abord multipliés par 100, les prix se trouvaient multipliés par 1000 en 1921. Il fallut se résoudre à fermer les usines à gaz à cause de la pénurie de charbon. L'action enfantine américaine ouvrit une soupe populaire pour enrayer la famine. En 1923, Mistelbach ne comptait plus que 5 023 habitants.
Avec l’Anschluss au Reich allemand (1938), le 3e bataillon du 3e Régiment d'infanterie, stationné dans la caserne Bolfras de Mistelbach, fut incorporé à la Wehrmacht ; et bien plus tard, lorsque  les forces alliées furent aux frontières, le Kreisleiter Hans Eichinger y fit lever une armée de fortune, le Volkssturm, le 12 novembre 1944.
Le 6 avril 1945, alors que la bataille de Vienne faisait rage (la ville et ses environs étaient tenus, pour l'essentiel, par la 6e SS Panzer Armee), l’Armée rouge franchit la Morava en direction de l'ouest. Les cibles de l'armée soviétique étaient les puits de pétrole de Zistersdorf, de Prottes, de Matzen et de Neusiedl an der Zaya, ultimes ressources en hydrocarbures des nazis. Il s'agissait en outre, pour les généraux de Staline, d'occuper le maximum de territoire en Europe avant la capitulation, car les progrès de l'armée anglo-américaine à l'ouest étaient à présent fulgurants, et l'aire d'influence de la Tchécoslovaquie et de l'Union soviétique risquait d'être sérieusement entamée.
L’Armée Rouge prit position le long de la Morava, face aux Waffen-SS de la 37e SS-Freiwilligen Kavallerie Division et aux débris de la Wehrmacht : 96. Infanterie-Division, 101e division de chasseurs, 211e Division de Volksgrenadier et 357e division d'infanterie ; vinrent s'y ajouter peu après la division des Führergrenadier, la 25e Panzerdivision et les brigades de combat SS Trabandt 1 et Trabandt 2 ; mais ces unités, déjà décimées et mal approvisionnées, ne purent opposer qu'une résistance de principe : dès le 10 avril, Gänserndorf et Straßhof tombaient sous les coups de l’Armée Rouge et les débris de l'armée allemande durent se barricader dans les villages de Prottes, de Groß-Schweinbarth et de Hohenruppersdorf. Le 11 avril, la garde soviétique appuyée par des blindés, prit position devant Gaweinstal, fermant la Reichsstraße qui reliait Vienne et Brnó. Le 17 avril 1945, la ville de Mistelbach était entièrement encerclée par les troupes russes de Hüttendorf, Paasdorf, Ebendorf et Wilfersdorf. Elle était défendue en théorie par le  Corps de blindés Feldherrnhalle, composé d'une division de chasseurs et d'une division blindée. Comme les Russes s'attendaient à une résistance opiniâtre à Mistelbach, ils affectèrent à l'assaut huit régiments, appuyés par trois autres régiments.
L’assaut de l’Armée Rouge sur Mistelbach a été préparé par un tir intense d’orgues de Staline. Le 18 avril 1945 les Russes traversèrent les villages de Paasdorf et d'Ebendorf et s'emparèrent de Mistelbach après quelques échanges de tirs avec les ultimes îlots de la Wehrmacht. À Ebendorf, les tirs d'artillerie tuèrent 4 civils et soufflèrent 20 maisons, cependant que les nazis faisaient sauter quatre ponts. Mistelbach, comme les communes avoisinantes, fut en proie au pillage et aux représailles de l’Armée Rouge. Au terme de l'armistice, plusieurs Allemands de Moravie méridionale furent expulsés vers la région. La commanderie soviétique prit ses quartiers dans l'hôtel de ville et mit en place un bourgmestre communiste à qui ils confièrent la police politique. Le chef de district dut prêter serment aux autorités d'occupation. Les forces soviétiques quittèrent le pays le 24 août 1955, après une nuit bien arrosée et les mots « C'était bien, on reviendra » (Es war so schön, wir kommen wieder“).
Avec la renaissance de la vie associative et l'ouverture de nouvelles écoles, on comptait en 1971 6 306 habitants. En 1972, Mistelbach a annexé les communes d’Ebendorf, d’Eibesthal, de Frättingsdorf, de Hörersdorf, de Hüttendorf, de Kettlasbrunn, de Lanzendorf, de Paasdorf et de Siebenhirten. Aux équipements construits au fil des décennies : bains publics, hall omnisport, centres d'exposition (salle municipale, musée), jardins d'enfants et écoles, se sont ajoutés des logements sociaux, améliorant la qualité de l'habitat ces 30 dernières années. À présent Mistelbach est un centre économique et culturel important de l'est du Weinviertel.

## Tourisme

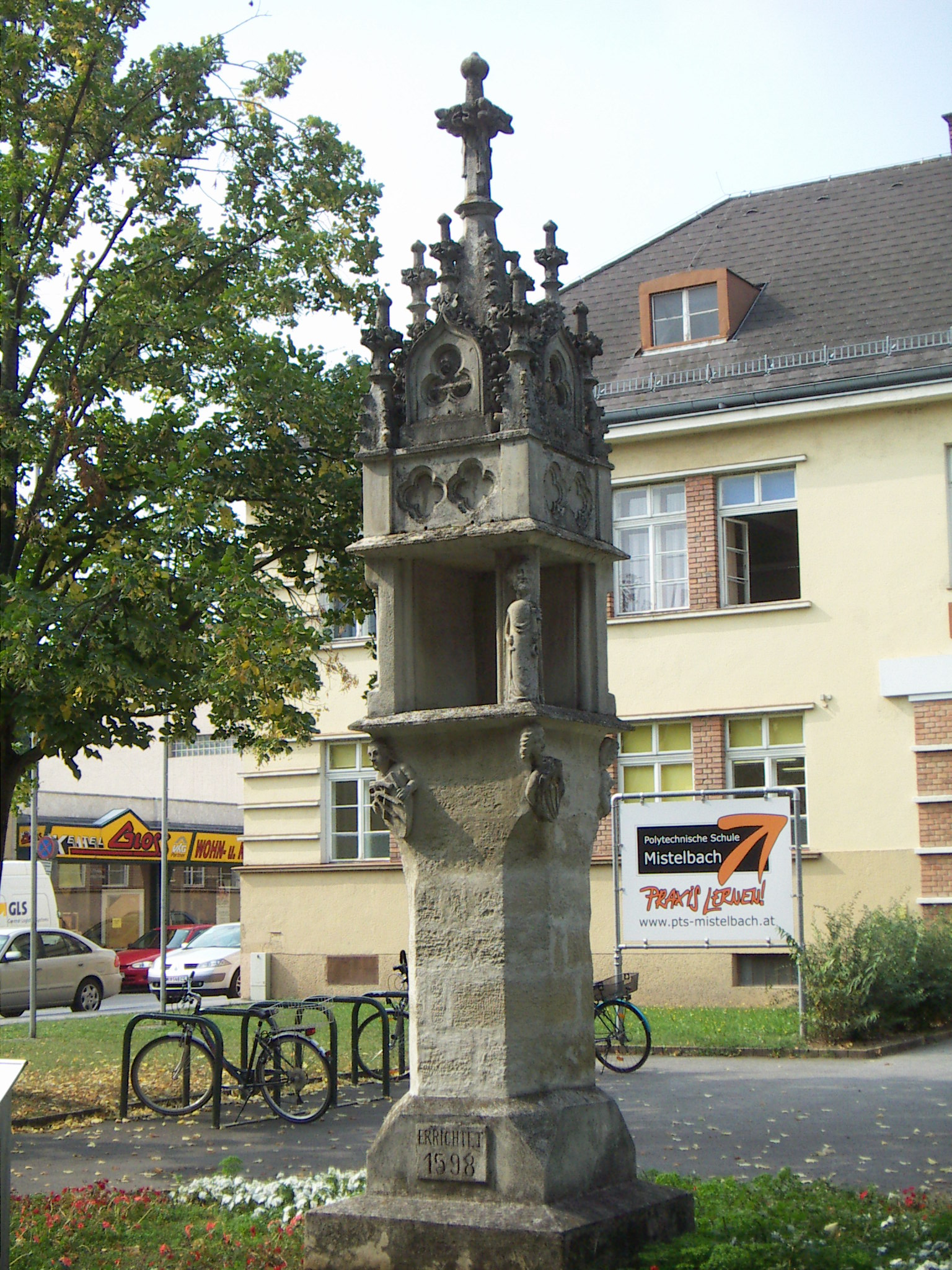
Ex-voto de l'épidémie de peste de 1598.

### Monuments
- Basilique gothique du Kirchenberg édifiée vers 1500, avec une statue gothique en grès de la Sainte-Vierge
- temple protestant Élisabeth
- chapelle romane à tympan édifiée vers 1200
- Hôtel de ville
- Colonne de la Sainte Trinité
- Statue grandeur nature de Michael Jackson (or, hauteur de 2,10 m socle compris) dans le parc Landesbahn, édifiée en 2013 sur proposition de Martina Kainz[12]
- manoir baroque et presse dans la rue du Musée
- Collège des Barnabites (1687) avec décorations murales de Walter Kainz, Rossaforte et Maulbertsch
- Ex-voto gothique de l'épidémie de peste 1598 face à l'école professionnelle
- Maisons baromètres dans le jardin municipal
- hall d'exposition (Stadtsaal)
- Parc de Paasdorf
- hangar historique de Siebenhirten à toiture en coque (XIXe siècle)
- Musée de Mistelbach avec le Musée Hermann Nitsch, Lebenswelt Weinviertel
- Vinothèque du Weinviertel à Siebenhirten
- cimetière israélite de Mistelbach

### Personnalités
- Katrin Engel (née en 1984), joueuse de handball
- Oswald Kabasta (1896–1946), chef d'orchestre
- Willy Puchner (né en 1952), photographe, écrivain et dessinateur
- Peter Tscherkassky (né en 1958), cinéaste d'avant-garde

### Jumelages
- Allemagne: Neumarkt in der Oberpfalz
- Hongrie: Pécel

## Économie et infrastructures

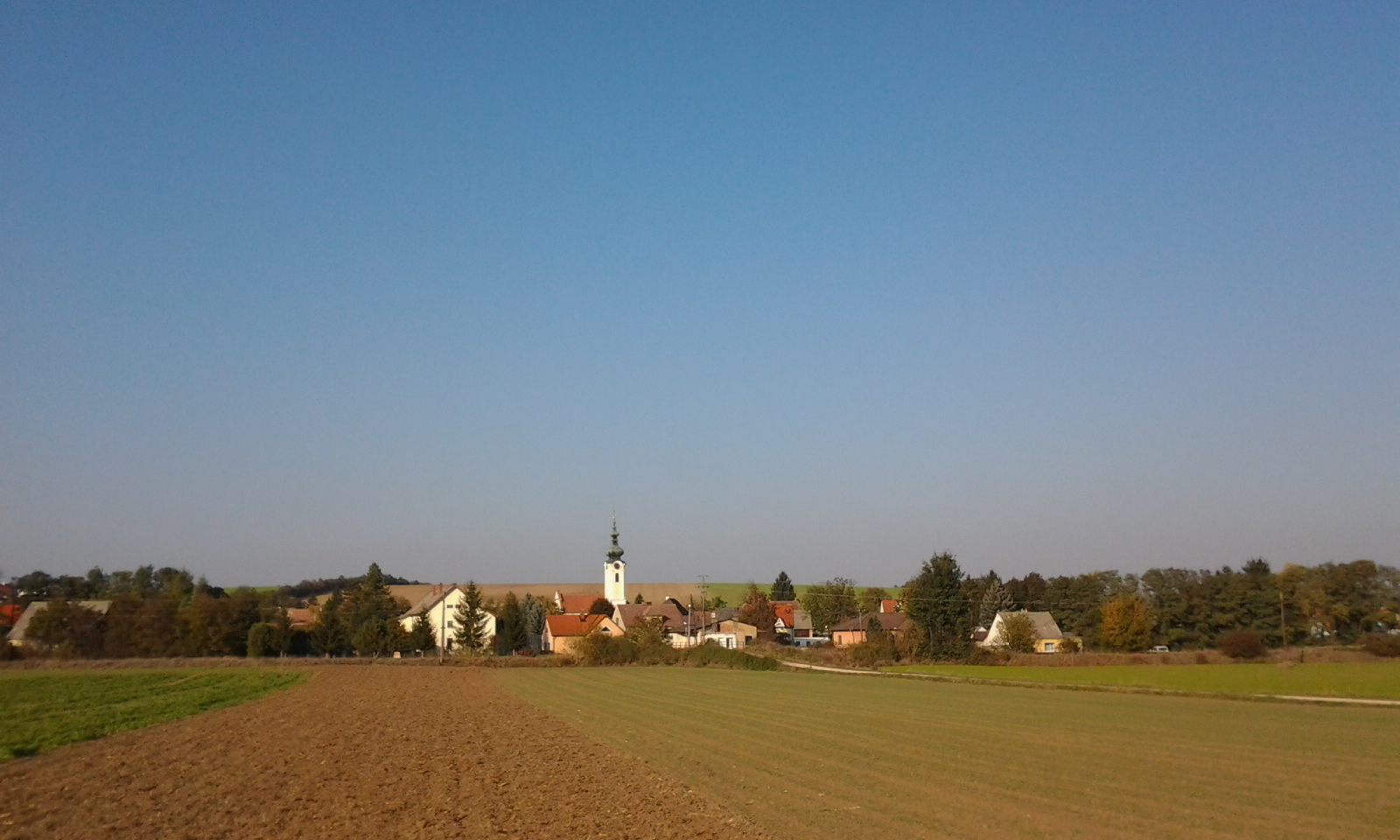
Le village de Hüttendorf

La population active représente 45,9 % de la population, et 4 776 personnes exercent leur métier dans la commune. On comptait en 2001 583 salariés hors secteur primaire, l'agriculture et l'exploitation forestière employant 281 personnes en 1999. Exemple flagrant d’étalement urbain, de nombreux commerces ont déménagé dans les centres commerciaux de la périphérie, s'accompagnant d'une désertification du centre-ville par les commerces. La zone d'activités commerciales M-City (inaugurée en 2005) est régulièrement mise en cause par les astronomes à cause de sa part dans la pollution lumineuse de la région.

### L'armée
La caserne de l’armée autrichienne (Bolfraskaserne), se trouve depuis sa construction en 1937 dans la rue de Haydngasse. Elle fait partie des troupes de reconnaissance.

### Enseignement
Mistelbach, qui eut sa première classe de latin dès le XIVe siècle, compte de nombreuses écoles, bien qu'elle n'ait pas de lycée classique. À la fin du XIXe siècle on y ouvrit une école professionnelle et un collège agricole.